# غوندي بوش
غونديه بوش (بالإيطالية: Gundi Busch)‏ (و. 1935 – 2014 م) هي متزلجة فنية من إيطاليا، وألمانيا، ولدت في ميلانو، شاركت في الألعاب الأولمبية الشتوية 1952، والتزلج الفني على الجليد في الألعاب الأولمبية الشتوية 1952 – سيدات فردي ‏، توفيت في ستوكهولم، عن عمر يناهز 79 عاماً.

## وصلات خارجية
- غوندي بوش على موقع IMDb (الإنجليزية)
- غوندي بوش على موقع مونزينجر (الألمانية)
- غوندي بوش على موقع اللجنة الأولمبية الدولية (الإنجليزية)
- غوندي بوش على موقع أوليمبيديا (الإنجليزية)

- غوندي بوش في قاعدة بيانات الأفلام على الإنترنت
- غوندي بوش  على موقع SportsReference  - سبورتس رفرنس